# Хмільницька загальноосвітня школа № 4
Хмільницька загальноосвітня школа І—ІІІ ст. № 4 — україномовний навчальний заклад І-ІІІ ступенів акредитації м. Хмільник, Вінницької області, Україна. Приміщення школи трьохповерхове. В школі працюють: їдальня, медичний кабінет.

## Історія
У передмісті Хмільника Вугринівці до революції 1917 року була невеличка церковно-приходська школа, яка містилась в звичайній селянській хаті. Навчалось в ній близько 50 учнів. Був 1 клас, який ділився на 3 групи – 1, 2, 3 відділення. Курс навчання – 3 роки. На всю школу був 1 учитель – дяк Піснячевський. Спосіб навчання був церковно-слов'янський, метод заучування складів – «аз-буки». Учні вивчали святе письмо і закон Божий, російську мову та арифметику, співи. Школа працювала без планів, за програмою, виданою Міністерством освіти. Підручник складався за програмою, де були статті з географії і природознавства. У 1917 році учителькою школи була призначена Яворська Антоніна Михайлівна з середньою педагогічною освітою. У школі почали вивчати українську мову, історію, природознавство, географію та арифметику.
У 1920 році в школі працювало 2 вчительки, у 1924 році школа була реорганізована, стала повною початковою з 4-ма класами, де працювали вже 4 вчителя. Навчання проводилось в 2 зміни, кількість учнів – понад 160.
У 1930 році школа стала прогресивкою- семирічкою і була розміщена в трьох будинках, мала 12 класів, в яких навчалось 420 учнів. Вугринівська семирічна школа за територіальним принципом обслуговувала м. Хмільник і с.с.Вугринівку, Мазурівку, Лозову, Вербівку, Голодьки, Вугли, Лелітку, Соколову. У 1932 році відбувся перший випуск, школа значно виросла і в 1935 році мала 18 класів, в яких навчалось понад 600 учнів.
У 1936 році Вугринівській семирічній школі була відкрита середня вечірня школа дорослих без відриву від виробництва, директором цієї школи був призначений директор Давідзон І.Й. Школа почала працювати в 3 зміни.
В період німецької окупації школа зазнала руйнування, працювала короткий час і з перебоями. Відновилось навчання в школі після звільнення Хмільницького району від німецької окупації 18 березня 1944 року.
У червні 1946 року на посаду директора школи був призначений демобілізований офіцер Радянської Армії – Літинський Іван Сильвестрович, який енергійно взявся за відновлення шкільної будівлі разом із педагогічним колективом, який на той час складався із 16 учителів. Електрифікувати школу вдалося лише протягом 1948-1949 року.
У 1951-1952 р.р. школа стала десятирічною.
З  серпня 1963 року по серпень 1989 року директором школи був Пугач Василь Феодосійович. 
Пугач Василь Феодосійович народився 14.12 1921 року в с. Вугринівка Хмільницького району в сім'ї колгоспників. Після закінчення школи в 1939 році поступив до Київського артилерійського училища, а в червні був призваний командиром вогневого взводу 40 артилерійського полку Пд.-Зх. фронту. Воював на Калінінському і Західному фронтах, пройшов шлях від начальника розвідки регіону до командира батареї окремої гвардійської мінометної дивізії. Був двічі поранений. В травні 1945 року повернувся додому і приступив до мирної праці. З 18.08.1989 по 1992 рік директором школи був Шеремета Микола Ксенофонтович.
З 01.09.1992 по 26.08.2011 р. директором школи був Іменівський Едвард Казьмирович.   
Нинішнім директором ЗОШ №4 є [[:|Іваниця Василь Іванович]].

## Сьогодення
Комунальний заклад «Загальноосвітня школа І-ІІІ ступенів №4 м. Хмільника Вінницької області»  здійснює свою діяльність на підставі Законів України «Про освіту», «Про загальну середню освіту», з урахуванням вимог Концепції профільного навчання у старшій школі, Положення про загальноосвітній навчальний заклад, власного Статуту, забезпечує одержання учнями загальної середньої освіти на рівні Державних стандартів.
Згідно зі Статутом заклад освіти має таку структуру:  загальноосвітня школа І-ІІІ ступенів.
Мова навчання – українська.                                                                                                                                                                                                                                                                                                                                                                                                                                                                                                                       
Кількість класів початкової школи - 14.
Кількість класів середньої школи - 18.
Кількість класів старшої школи - 4
Всього класів - 36.
Враховуючи потреби учнів, побажання батьків, фахову підготовку педагогічних працівників, матеріальну базу кабінетів, у старшій школі введено філологічний та універсальний профілі; продовжено вивчення  російської мови в 7-В, 8-Б, 8-Г, 9-В класах, німецької мови в 7-А, 7-Б, 8-А, 8-В  класах,  поглиблене вивчення біології та хімії в 9-Б класі. 
Робочий навчальний план закладу на 2016-2017 навчальний рік складено на підставі рекомендацій Міністерства освіти і науки України (лист МОНУ № 1/9-296 від 09. 06. 2016 року) «Про структуру 2016/2017 навчального року та навчальні плани загальноосвітніх навчальних закладів»:
• для школи І ступеня                                                                                                                                                                                                                                                                                                                                                                                                                                                                                                                                                                                                                                                                                                    
• для 1- 4-х класів – за Типовими навчальними планами початкової школи, затвердженими наказом МОНмолодьспорту України від 10.06.2011 року № 572, із змінами згідно з наказом Міністерства освіти і науки України від 16.04.2014 №460 (додаток № 1);
• для школи ІІ ступеня 
• 5-А, 5-Б, 5-В, 5-Г, 6-А, 6-Б, 6-В, 7-Г – за Типовими навчальними планами загальноосвітніх навчальних закладів ІІ ступеня, затвердженими наказом МОНмолодьспорту України від 03.04.2012 року № 409 (в редакції наказу МОН України від 29.05.2014 року №664), із змінами згідно з наказом МОН України від 12.12.2014  № 1465,   (додаток №1);                                                                                
• 7-А, 7-Б, 8-А, 8-В –   Типовими навчальними планами загальноосвітніх навчальних закладів ІІ ступеня, затвердженими наказом МОНмолодьспорту України від 03.04.2012 року № 409 (в редакції наказу МОН України від 29.05.2014 року №664), із змінами згідно з наказом МОН України від 12.12.2014  № 1465,   (додаток № 10);
• 7-В, 8-Б, 8-Г – Типовими навчальними планами загальноосвітніх навчальних закладів ІІ ступеня, затвердженими наказом МОНмолодьспорту України від 03.04.2012 року № 409 (в редакції наказу МОН України від 29.05.2014 року №664), із змінами згідно з наказом МОН України від 12.12.2014  № 1465,   (додаток № 12);
• 9-А – за Типовими навчальними планами загальноосвітніх навчальних закладів, затвердженими наказом МОН України від 23.02.2004 №132, зі змінами, внесеними наказом МОН України від 05.02.2009 №66; (додаток №1);
• 9-Б – за Типовими навчальними планами, затвердженими наказом МОНмолодьспорт України від 23.05.2012 №616.
Гранична наповнюваність класів та поділ на групи при вивченні української та англійської мов, інформатики, фізичної культури, трудового навчання здійснюється відповідно до наказу Міністерства освіти і науки України від 20.02.2002 року № 128 «Про затвердження Нормативів наповнюваності груп  дошкільних навчальних закладів (ясел-садків) комплектуючого типу, класів спеціальних загальноосвітніх  шкіл (шкіл-інтернатів), груп продовженого дня і виховних груп загальноосвітніх навчальних закладів усіх типів та Порядку поділу класів на групи при вивченні окремих предметів у загальноосвітніх навчальних закладах». Вивчення предмету «Захист Вітчизни»  здійснюється окремо для юнаків і дівчат.
Передбачається:
• • у 1-4 класах відкрити дві  групи продовженого дня(по 0,5 ставки) з наповнюваністю по 30 учнів;
• • у 1-4  класах  поділ на групи при проведенні уроків з англійської мови,  інформатики;
• • у 5-9  класах  поділ на групи при проведенні уроків з української та англійської мов, інформатики, трудового навчання;
• • у  10,11 класах – при проведенні уроків з предметів «Захист Вітчизни» та «Основи медичних знань».

## Навчальна база
Школа №4— це навчальний заклад, який забезпечує умови для одержання якісної освіти відповідно до інтересів та нахилів учнів. Школярі мають всі необхідні умови для розвитку власної обдарованості в тій чи іншій сфері. Насамперед, це інформаційне оснащення комп'ютерних класів, мережа доступу до Інтернету, наявність навчальних кабінетів фізики, хімії, біології, математики української та світової літератур, англійської мови, географії, історії, трудового навчання.  Затишні та світлі класні кімнати, бібліотека, їдальня, кабінет медичної допомоги, сучасний спортивний та актовий зали,  ігрові майданчики та великий стадіон створюють сприятливі умови для комфортного перебування учнів у школі.

## Обладнання школи
- спортивна зала
- басейн
- актовий зал
- кабінет фізики
- кабінет хімії
- кабінет біології
- кабінет математики
- кабінет української та світової літератур
- кабінет англійської мови
- кабінет географії
- кабінет історії
- бібліотека
- 3 майстерні
- комп'ютерний клас
- їдальня
- кабінет медичної допомоги

Школа має автобус для учнів із навколишніх сіл.

## Роклад занять у школі
Відповідно до статті 16 Закону України «Про загальну середню освіту» 2016/2017 навчальний рік розпочинається 1 вересня святом – День знань – і закінчується, включаючи проведення навчальної практики, підсумкового оцінювання і державної підсумкової атестації навчальних досягнень учнів,  не пізніше 1 липня.

Навчальні заняття організуються за семестровою системою:
•                 І семестр -   з 01 вересня по  30 грудня;
•                 ІІ семестр – з 16 січня по 26 травня.

Упродовж навчального року  для учнів проводяться канікули:
•               осінні з 24 жовтня по 30 жовтня,
•               зимові з 31 грудня по 15  січня, 
•               весняні з  27 березня по 02  квітня.
Навчальні заняття в школі починаються о 8 год. 30 хв. і закінчуються о 15 год. 05 хв.

Тривалість уроків:
• • у 1-х класах – 35 хвилин;
• • у 2-4 класах 40 хвилин;
• • у 5-11 класах 45 хвилин.

Школа працює у п’ятиденному режимі в одну зміну.
Дні навчань: понеділок-пятниця 
- 1 урок 8.30-9.15

- 2 урок 9.25-10.10

- 3 урок 10.30-11.15

- 4 урок 11.35-12.20

- 5 урок 12.30-13.15

- 6 урок 13.25-14.10

- 7 урок 14.15-15.00

| Розклад дзвінків у школі |       |
| ------------------------ | ----- |
| 9.15                     | 9.25  |
| 10.10                    | 10.30 |
| 11.15                    | 11.35 |
| 14.10                    | 14.20 |
| 13.15                    | 13.25 |
| 14.10                    | 14.20 |
| 15.05                    |       |

## Педагогічний колектив
- Директор школи — Іваниця Василь Іванович (вчитель математики)
- Заступник директора з навчально-виховної роботи — Рябчук  Лідія Михайлівна (вчитель хімії)
- Заступник директора з навчально-виховної роботи — Терентьєва Галина Павлівна (вчитель англійської мови)
- Заступник директора з навчально-виховної роботи —  Михальнюк Галина Василівна (вчитель математики)
- Заступник директора з навчально-виховної роботи — Нетребко Діна Олександрівна (вчитель історії)

Педагогічний колектив складається з 82 вчителів.

## Джерело
Офіційний сайт школи